# السعة التطورية

السعة التطوريّة هي تخزين وإطلاق التباين، تماماً كما تقوم المكثفّات الكهربائيّة بتخزين الشحنة وتحريرها. الأنظمة الحيويّة قويّة في الطفرات. هذا يعني أن الاختلافات الجينية تتراكم في النظم الحيّة دون أن يكون للاختلاف تأثير في الشكل الظاهري. ولكن عندما يكون النظام مضطرباً (ربّما بسبب الإجهاد)، تنهار المتانة، ويكون للاختلاف تأثيرات نمطيّة ويخضع لقوّة الانتقاء البيئي الكاملة. يعدّ المكثّف التطوّري آليّة تبديل جزيئي يمكنها تبديل الاختلاف الوراثي بين الحالات المخفيّة والكشف عنها. إذا كانت بعض المحموعات الفرعيّة من التباين الذي تم الكشف عنه حديثاً قابلة للتكيّف، فإنها تصبح ثابتة عن طريق الاستيعاب الوراثي. بعد ذلك، يمكن إيقاف تشغيل بقيّة الاختلافات، والتي يفترض أن تكون ضارّة، مما يترك الجماعات متمتعة بصفة مميزة مفيدة تمّ تطويرها حديثاً، ولكن من دون عائق طويل الأمد. لكي تزيد السعة التطوريّة من القابليّة للتطوّر بهذه الطريقة، يجب ألا يكون معدل التبديل أسرع من النطاق الزمني للاستيعاب الوراثي.
تسمح هذه الآليّة بالتكيّف السريع مع الظروف البيئيّة الجديدة. قد تكون معدّلات التبديل دالّة للتوتر، مما يجعل التغيّر الوراثي أكثر عرضةً للتأثير على النمط الظاهري في بعض الأحيان عندما يكون من المرجّح أن يكون مفيداً للتكيّف. بالإضافة إلى ذلك، قد يتم إزالة التباين الضارّ بشدّة أثناء وجوده في حالة تشفير جزئي، لذلك من المرجّح أن يكون التباين المشفّر المتبقّي أكثر تكيّفاً من الطفرات العشوائيّة. يمكن أن تساعد السعة في عبور «الوديان» في العلاقة بين الأنماط الجينية والنجاح الإنجابي، حيث يكون الجمع بين طفرتين مفيدتين، على الرغم من أن كل طفرة ضارّة في حال تواجدها لوحدها.
لا يوجد حاليّاً توافق في الآراء حول مدى مساهمة السعة في التطور في المجموعات الطبيعيّة. تعتبر إمكانيّة السعة التطوريّة جزءاً من التوليف التطوري الممتد. [5]
إن المفاتيح التي تحول المتانة إلى النمط الظاهري بدلاً من التباين الوراثي وإيقافها لا تتناسب مع قياس السعة، لأن وجودها لا يتسبب في تراكم الاختلافات بمرور الوقت. بدلاً من ذلك، تم تسميتهم بالمثبّتات المظهريّة.

## أنزيم الاختلاط
بالإضافة إلى تفاعلها الأصلي، فإن العدد من الأنزيمات تقوم بتفاعلات جانبية v. وبالمثل، قد تقضي البروتينات الملزمة نسبة من وقتها مرتبطة بالبروتينات غير المستهدفة. قد لا تكون ردود الفعل أو التفاعلات هذه سبباً في اللياقة الحاليّة ولكن في ظل الظروف المتغيّرة، قد تكون نقطة انطلاق للتطوّر التكيفي. على سبيل المثال، هناك عدّة طفرات في جين المقاومة للبكتيريا المضادة للمضادات الحيوية تقدم مقاومة السيفوتاكسيم ولكنّها لا تؤثّر على مقاومة الأمبيسلين. في المجموعات التي تتعرّض فقط للأمبيسيلين، قد تكون هذه الطفرات موجودة في أقليّة من الأعضاء نظراً لعدم وجود تكلفة للعلاقة بين الأنماط الجينية والنجاح الإنجابي (بمعنى أنها موجودة داخل الشبكة المحايدة). ويمثّل هذا التباين الوراثي الخفي لأنّه إذا تم تعريض الجماعات الحديثة للسيفوتاكسيم، سيظهر أفراد يمثّلون أقليّة بعض المقاومة.

## المرافقات
تساعد المرافقات في طي البروتين. الحاجة إلى طي البروتينات بشكل صحيح هي قيد كبير على تطور تسلسل البروتين. لقد تمّ اقتراح أن وجود مرافقات قد يسمح بذلك، من خلال توفير متانة إضافيّة للأخطاء في الطي، باستكشاف مجموعة أكبر من الأنماط الجينيّة. عندما يتم إرهاق المستعمرات في أوقات الإجهاد البيئي، فإن هذا قد «يشغل» التباين الوراثي المشفّر مسبقاً.

### Hsp90
إن الفرضيّة القائلة بأن المركّبات يمكن أن تعمل كمكثّفات تطوريّة ترتبط ارتباطاً وثيقاً ببروتين الصدمة الحراريّة Hsp90. عندما تم تنظيم هذا البروتين في ذبابة الفاكهة السوداء، ظهرت مجموعة واسعة من الأنماط الظاهريّة المختلفة، حيث تعتمد هويّة النمط الظاهري على الخلفيّة الوراثيّة. كان يعتقد أن هذا يثبّت الأنماط الظاهريّة الجديدة على التباين الوراثي المشفّر الموجود مسبقاً والذي تمّ الكشف عنه فقط. تشير أدلّة أكثر حداثة إلى أن هذه البيانات يمكن تفسيرها من خلال حدوث طفرات جديدة ناتجة عن إعادة تنشيط العناصر القابلة للنقل بشكل خامل تماماً. ومع ذلك، قد يعتمد هذا الاستنتاج المتعلّق بالعناصر القابلة للنقل على الطبيعة القويّة للضربة القاضية الخاصّة بـHsp90 المستخدمة في تلك الترجمة.

### GroEL
يزيد الإنتاج الفائض لهذا المرافق في الإشريكية القولونيّة من المتانة الطفريّة. هذا يمكن أن يزيد من التطوّر.

## خميرة بريون (PSI+)
(Sup35p) هو بروتين خميرة يشارك في التعرّف على كودونات التوقّف ويتسبب في توقّف الترجمة بشكل صحيح في نهايات البروتينات. يأتي (Sup35p) في شكل عادي ({PSI-}) وبشكل بريون ({PSI+}). عندما يكون ({PSI+}) موجوداً، فإن هذا يستنفذ كميّة (Sup35p) العاديّة المتاحة. ونتيجةً لذلك فإن معدّل الأخطاء التي تستمرّ بها الترجمة إلى ما بعد كود التوقّف يتراوح من 0.3% إلى 1%.
يمكن أن يؤدّي هذا إلى معدلات نمو مختلفة، وأحياناً أشكال مختلفة، في سلالات {PSI-} و{PSI+} المتطابقة في مجموعة متنوعة من البيئات المجهدة. في بعض الأحيان تنمو سلالة {PSI+} بشكل أسرع، وأحياناً يكون {PSI-}: هذا يعتمد على الخلفيّة الوراثيّة للسلالة، مما يشير إلى أن {PSI+} يتحوّل إلى تباين جيني مشفّر موجود مسبقاً. تشير النماذج الرياضيّة إلى أن {PSI+} ربّما تطوّرت، كمكثف تطوري، لتعزيز التطوّر.
{PSI+} يظهر بشكل متكرّر استجابة للتوتر البيئي. في الخميرة، يوجد المزيد من حالات اختفاء كودون الإيقاف في الإطار، لتقليد تأثيرات {PSI+}، مما هو متوقّع من تحيّز الطفرة أو أكثر من الملاحظة في الأصناف الأخرى التي لا تشكّل بريون {PSI+}[20] . هذه الملاحظات متوافقة مع {PSI+} الذي يعمل كمكثّف تطوري في البريّة.
إ==قصاءات الجين==
قد تكون السعة التطوريّة أيضاً سمة عامّة لشبكات الجينات العقّدة، ويمكن رؤيتها في محاكاة إقصاء الجينات. وجدت شاشة لجميع طرق إقصاء الجينات في الخميرة أن العديد منها يعمل كمثبّتات ظاهريّة. إن التخلّص من بروتين تنظيمي مثل منظم الكروماتين قد يؤدي إلى زيادة السعة أكثر فعاليّة من التخلّص من أنزيم التمثيل الغذائي.

## الجنس الاختياري
يمكن اعتبار الطفرات المتنحيّة خفيّة عندما تكون موجودة بأغلبيّة ساحقة في الأنواع متغايرة الزيجيّة بدلاً من الأنواع متماثلة الزيجيّة. الجنس الاختياري الذي يأخذ شكل ذاتي يمكن أن يكون يمثابة مكثّف تطوّري في الجماعات اللاجنسيّة في المقام الأول عن طريق خلق متماثلات الزيجيّة. الجنس الاختياري الذي يأخذ شكل التهجين يمكن أن يكون بمثابة مكثّف تطوّري عن طريق تحطيم توليفات الأليل مع تأثيرات النمط الظاهري الذي عادةً ما يلغى.